# Ваља Грошилор (Клуж)
Ваља Грошилор (рум. Valea Groșilor) насеље је у Румунији у округу Клуж у општини Вад. Oпштина се налази на надморској висини од 233 m.

## Становништво
Према подацима из 2002. године у насељу је живело 287 становника.

### Попис2002.
| Расподела становништва по националности 2002.‍ | Расподела становништва по националности 2002.‍ | Расподела становништва по националности 2002.‍ | Расподела становништва по националности 2002.‍ | Расподела становништва по националности 2002.‍ |
| --------------------------------------------- | --------------------------------------------- | --------------------------------------------- | --------------------------------------------- | --------------------------------------------- |
|                                               |                                               |                                               |                                               |                                               |
| Румуни                                        | Румуни                                        |                                               | 282                                           | 98,3%                                         |
| Мађари                                        | Мађари                                        |                                               | 5                                             | 1,7%                                          |